# インテイン

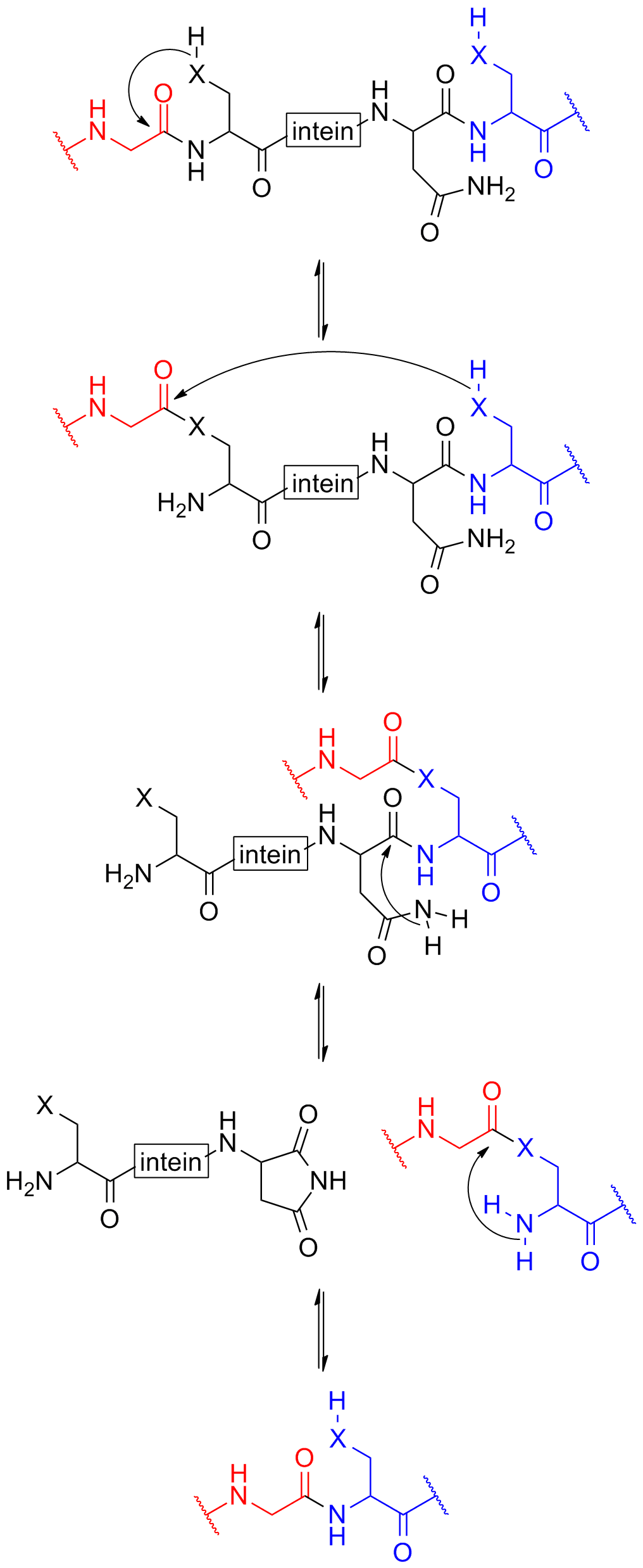
インテインを含むタンパク質スプライシングの機構。N-エクステインは赤色、インテインは黒色、C-エクステインは青色で示されている。Xは酸素原子あるいは硫黄原子を表わす。

インテイン（Intein）とはタンパク質分子の一部分で、自動的に切除され、残った部分（エクステイン）がペプチド結合で再結合される（「タンパク質スプライシング」）ようなものをいう。"タンパク質イントロンprotein intron"という呼び方もされる（遺伝子中のイントロンではない）。報告されているインテインのほとんどはエンドヌクレアーゼ（ホーミングエンドヌクレアーゼHoming endonucleaseと呼ばれる）のドメインを含み、これはインテインの伝播に関わっている。実際多くの遺伝子がインテインをコードする部分を含んでいるがそれらは互いに関係なく挿入位置も異なる。このような理由からインテイン（正確にいえば遺伝子のインテインをコードする部分）は利己的遺伝要素（あるいは寄生的遺伝要素）とされる。インテインによるタンパク質スプライシングはmRNAが翻訳されてタンパク質になった後に起こるものである。このタンパク質前駆体は3つの部分 -  N-末端側エクステイン、インテイン、C-末端側エクステイン - からなる。このスプライシングによってできたタンパク質分子もエクステイン（Extein）と呼ばれる。
最初のインテインは1987年に発見され、それ以後インテインはすべての3つの生物界（真核生物、真正細菌、古細菌）に見出されている。スプライシングのメカニズムはタンパク質を化学的に連結する化学ライゲーション法（ちょうどインテインが発見された頃開発された）に類似している。

## バイオテクノロジー
インテインはタンパク質を連結する方法として非常に効率的で、バイオテクノロジーでも重要な役割を得ており、タンパク質の人工合成や部位選択的ラベリング（NMRによる研究に有用）などに応用されるようになった。また医学的にも、インテインを含むタンパク質でその切除を阻害すればタンパク質は正常な機能を発揮できないことから、この技術は医薬品の開発にも有用かもしれない。

## インテインの命名法
インテインの名称の最初の部分はその見出された生物の学名に基づき、次の部分は遺伝子またはエクステインに基づく。例えばThermoplasma acidophilum に見出されVacuolar ATPase subunit A（VMA）の中にあるものは"Tac VMA"と呼ばれる。普通はこのように生物種を特定するには3文字で充分であるが、バリエーションもある。例えば系統を表すためにさらに字を加える場合もある。1つの遺伝子に複数のインテインがコードされている場合、5'から3'の方向、または発見順の添字を付けて、例えば"Msm dnaB-1"のように表す。遺伝子のインテインをコードする部分は普通インテインと同じ名で表すが、混乱を避けるためにインテインそのものは普通大文字で（例えば"Pfu RIR1-1"のように）表し、対応する遺伝子の部分は斜体で表す。

## フルインテインとミニインテイン
インテインはスプライシングに必要なドメインのほかにホーミングエンドヌクレアーゼドメインを含むことがある。このドメインはインテインが広がるのに関与する。これは、インテインをまだ含まない相同染色体のDNAを切断して損傷修復システムのひきがねを引き、組み換え修復の過程でインテインをそこにコピーするという形で行われる。
HEGドメインはインテインのスプライシングに必要ないので、このドメインを失ったミニインテインが生じることもある。HEGドメインを付加したり除去したりして活性を調べる研究によりインテインの調節的性質が明らかにされている。

## 分離インテイン
前駆体タンパク質のインテインが2つのタンパク質から来ている場合もあり、このようなものは分離インテインという。例えばシアノバクテリアでは、DnaE（DNAポリメラーゼIIIの触媒サブユニットα）はdnaE-nとdnaE-cの2つの遺伝子にコードされている。dnaE-n産物はN末端側エクステインとそれに続く123アミノ酸からなるインテインからなり、dnaE-c産物は36アミノ酸からなるインテインとそれに続くC末端側エクステインからなる。